# Liste der technischen Denkmale im Landkreis Görlitz
Die Liste der technischen Denkmale im Landkreis Görlitz enthält die Technischen Denkmale im Landkreis Görlitz.
Diese Liste ist eine Teilliste der Liste der Kulturdenkmale in Sachsen.
Aufgrund der großen Anzahl von technischen Denkmalen ist die Liste aufgeteilt in die
- Liste der technischen Denkmale im Landkreis Görlitz (A–K)
- Liste der technischen Denkmale im Landkreis Görlitz (L–Z)